# Enea (film)
Enea è un film del 2023 scritto e diretto da Pietro Castellitto.

## Trama
Enea e l'amico Valentino sono molto uniti. Spacciano droga, non mancano alle feste più cariche di energia e per di più il secondo ha preso da poco il brevetto di pilota su aerei da turismo. La famiglia di Enea si compone di un padre psicoanalista malinconico, di una madre che non ha smesso di amare il marito e di un fratello che a scuola ha più problemi che soddisfazioni. Gli resta l'amore a sostenerlo anche quando finisce in una vicenda difficile da gestire.

## Promozione
Il teaser trailer del film è stato pubblicato online il 4 settembre 2023.

## Distribuzione
Il film, presentato in anteprima il 5 settembre 2023 in concorso all'80ª Mostra internazionale d'arte cinematografica di Venezia, è stato distribuito nelle sale cinematografiche italiane dall'11 gennaio 2024.

## Accoglienza

### Critica
Enea ha ricevuto pareri discordanti da parte della critica. Su Movieplayer.it la recensione di Damiano Panattoni è comunque positiva, e definisce il film come "vanesio cinema di qualità", che mette in scena "le nevrosi della borghesia annoiata e il bisogno d'amore di una generazione arrabbiata" .
Sul piano internazionale, il film ha ottenuto su Rotten Tomatoes un livello di positività del 60%, basato su 5 recensioni, con un punteggio di 5,00 su 10.

## Riconoscimenti
- 2024 - Nastro d'argento
  - Miglior casting director a Francesco Vedovati
  - Candidatura al miglior regista a Pietro Castellitto
  - Candidatura alla migliore sceneggiatura a Pietro Castellitto
  - Candidatura al miglior attore non protagonista a Sergio Castellitto
  - Candidatura alla migliore attrice non protagonista a Chiara Noschese
  - Candidatura alla migliore scenografia a Massimiliano Nocente
  - Candidatura alla migliore colonna sonora a Niccolò Contessa
- 2023 - Mostra internazionale d'arte cinematografica
  - In concorso per il Leone d'oro